# Leucophenga latevittata
Leucophenga latevittata är en tvåvingeart som beskrevs av Oswald Duda 1939. Leucophenga latevittata ingår i släktet Leucophenga och familjen daggflugor. Inga underarter finns listade i Catalogue of Life.